# نيك إدي
نيك إدي (بالإنجليزية: Nick Ede)‏ هو شخصية أعمال بريطاني، ولد في 1974.

## وصلات خارجية
- الموقع الرسمي
- نيك إدي على موقع ميوزك برينز (الإنجليزية)